# Aaliyannah Anderson
Aaliyannah Anderson (* 2006) ist eine Leichtathletin von den Cayman Islands, die sich auf den 100-Meter-Hürdenlauf spezialisiert hat und aktuell Inhaberin des Landesrekordes über diese Distanz ist.

## Sportliche Laufbahn
Erste internationale Erfahrungen sammelte Aaliyanna Anderson bei den CARIFTA Games 2022 in Kingston, bei denen sie im 100-Meter-Lauf in der U17-Altersklasse mit 13,43 s im Halbfinale ausschied, wie auch über 200 Meter mit 26,02 s. Im Jahr darauf schied sie bei den CARIFTA Games in Nassau mit 25,29 s im Vorlauf über 200 Meter in der U20-Altersklasse aus und schied über 100 Meter mit 12,29 s im Semifinale aus. Im selben Jahr begann sie ein Studium an der Lincoln University in den Vereinigten Staaten. Bei den CARIFTA Games 2025 in Port of Spain startete sie im 100-Meter-Hürdenlauf und belegte dort in 13,94 s den vierten Platz in der U20-Altersklasse. 
In den Jahren 2023 und 2024 wurde Anderson Landesmeisterin im 100-Meter-Lauf sowie 2024 auch über 100 m Hürden.

## Persönliche Bestleistungen
- 100 Meter: 12,02 s (+0,6 m/s), 29. März 2023 in Kingston
  - 60 Meter (Halle): 7,69 s, 1. Februar 2025 in Topeka
- 200 Meter: 25,14 s (+0,6 m/s), 30. März 2023 in Kingston
- 100 m Hürden: 13,94 s (−0,8 m/s), 21. April 2025 in Port of Spain
  - 60 m Hürden (Halle): 8,68 s, 7. Dezember 2024 in Lawrence (Landesrekord)